# Liste der Schweizer Meister im Skeleton
Die Liste der Schweizer Meister im Skeleton umfasst alle Sportler, die sich bei Schweizer Meisterschaften im Skeleton auf den ersten drei Rängen platziert haben.
Erstmals wurde eine Schweizer Meisterschaft der Herren 1988 ausgetragen. 1995 trugen erstmals die Frauen eine Meisterschaft aus, zu der sie jedoch ins österreichische Igls ausweichen mussten. 1997 gab es zudem nochmals eine einzelne Meisterschaft der Herren. Seit 1999 werden die Schweizer Meisterschaften für beide Geschlechter regelmäßig veranstaltet. Rekordmeister bei den Herren ist Gregor Stähli, bei den Frauen Maya Pedersen-Bieri. Tanja Morel konnte sich bei allen ihren elf Teilnahmen unter den besten Drei platzieren.
Die Listen vor 1999 sind derzeit noch nicht komplett.

## Platzierungen

### Männer
| Jahr | Ort                 | Meister         | Vize               | Dritter                   |
| ---- | ------------------- | --------------- | ------------------ | ------------------------- |
| 1980 | St. Moritz–Celerina | Alex Hauenstein | Ueli Geissbühler   | Walter Petermann          |
| 1981 | St. Moritz–Celerina | Alex Hauenstein | Ueli Geissbühler   | ?                         |
| 1982 | St. Moritz–Celerina | Alain Wicki     | Alex Hauenstein    | Beat Schneeberger         |
| 1983 | St. Moritz–Celerina | Nico Baracchi   | Alain Wicki        | Alex Hauenstein           |
| 1984 | St. Moritz–Celerina | Nico Baracchi   | Alex Hauenstein    | Beat Schneeberger         |
| 1985 | St. Moritz–Celerina | Nico Baracchi   | Erich Graf         | Urs Vescoli               |
| 1986 | St. Moritz–Celerina | Nico Baracchi   | Urs Vescoli        | Alex Hauenstein           |
| 1987 | St. Moritz–Celerina | Urs Vescoli     | Erich Graf         | Roland Wirth              |
| 1988 | St. Moritz–Celerina | Alain Wicki     | Urs Vescoli        | Erich Graf                |
| 1989 | St. Moritz–Celerina | Alain Wicki     | Markus Kottmann    | Rico Vetterli             |
| 1990 | St. Moritz–Celerina | Alain Wicki     | Gregor Stähli      | Nico Baracchi             |
| 1991 | St. Moritz–Celerina | Gregor Stähli   | Markus Kottmann    | Alex Hensel               |
| 1992 | St. Moritz–Celerina | Gregor Stähli   | ?                  | ?                         |
| 1993 | St. Moritz–Celerina | Gregor Stähli   | Jürg Wenger        | ?                         |
| 1994 | St. Moritz–Celerina | Gregor Stähli   | Jürg Wenger        | ?                         |
| 1995 | St. Moritz–Celerina | Jürg Wenger     | Felix Poletti      | Nico Baracchi             |
| 1996 | St. Moritz–Celerina |                 |                    |                           |
| 1997 | St. Moritz–Celerina | Felix Poletti   | Jürg Wenger        | Nico Baracchi Jürg Geiser |
| 1998 | St. Moritz–Celerina |                 | Jürg Geiser        |                           |
| 1999 | St. Moritz–Celerina | Felix Poletti   | Jürg Geiser        | Alain Wicki               |
| 2000 | St. Moritz–Celerina | Gregor Stähli   | Felix Poletti      | Jürg Wenger               |
| 2001 | St. Moritz–Celerina | Felix Poletti   | Jürg Wenger        | Urs Vescoli               |
| 2002 | St. Moritz–Celerina | Gregor Stähli   | Urs Vescoli        | Jürg Wenger               |
| 2003 | St. Moritz–Celerina | Gregor Stähli   | Felix Poletti      | Cédric Tamani             |
| 2004 | St. Moritz–Celerina | Cédric Tamani   | Felix Poletti      | Pascal Oswald             |
| 2005 | St. Moritz–Celerina | Gregor Stähli   | Cédric Tamani      | Felix Poletti             |
| 2006 | St. Moritz–Celerina | Gregor Stähli   | Pascal Oswald      | Cédric Tamani             |
| 2007 | St. Moritz–Celerina | Gregor Stähli   | Daniel Mächler     | Pascal Oswald             |
| 2008 | St. Moritz–Celerina | Daniel Mächler  | Pascal Oswald      | Stefan Mörker             |
| 2009 | St. Moritz–Celerina | Gregor Stähli   | Stefan Mörker      | Pascal Oswald             |
| 2010 | St. Moritz–Celerina | Pascal Oswald   | Stefan Mörker      | Daniel Mächler            |
| 2011 | St. Moritz–Celerina | Pascal Oswald   | Daniel Mächler     | Michael Höfer             |
| 2012 | St. Moritz–Celerina | Pascal Oswald   | Lukas Kummer       | Philippe Wendel           |
| 2013 | St. Moritz–Celerina | Lukas Kummer    | Michael Höfer      | Pascal Oswald             |
| 2014 | St. Moritz–Celerina | Lukas Kummer    | Pascal Oswald      | Michael Höfer             |
| 2015 | St. Moritz–Celerina | Lukas Kummer    | Gregor Stähli      | Fadri Graf                |
| 2016 | St. Moritz–Celerina | Riet Graf       | Basil Sieber       | Samuel Keiser             |
| 2017 | St. Moritz–Celerina | Marco Rohrer    | Riet Graf          | Ronald Auderset           |
| 2018 | St. Moritz–Celerina | Ronald Auderset | Marco Rohrer       | Riet Graf                 |
| 2019 | St. Moritz–Celerina | Basil Sieber    | Samuel Keiser      | Jean Jacques Buff         |
| 2020 | St. Moritz–Celerina | Basil Sieber    | Livio Summermatter | Samuel Keiser             |

### Frauen
| Jahr | Ort                 | Meister             | Vize                | Dritter             |
| ---- | ------------------- | ------------------- | ------------------- | ------------------- |
| 1995 | Igls                | Ursi Walliser       | Maya Pedersen-Bieri | Tanja Morel         |
| 1996 | Königssee           | Ursi Walliser       | Tanja Morel         | Maya Pedersen-Bieri |
| 1999 | St. Moritz–Celerina | Ursi Walliser       | Maya Pedersen-Bieri | Tanja Morel         |
| 2000 | St. Moritz–Celerina | Tanja Morel         | Maya Pedersen-Bieri | Michaela Pitsch     |
| 2001 | St. Moritz–Celerina | Ursi Walliser       | Tanja Morel         | Michaela Pitsch     |
| 2002 | St. Moritz–Celerina | Maya Pedersen-Bieri | Ursi Walliser       | Tanja Morel         |
| 2003 | St. Moritz–Celerina | Maya Pedersen-Bieri | Tanja Morel         | Ursi Walliser       |
| 2004 | St. Moritz–Celerina | Tanja Morel         | Claudia Götz        | Davina Schicht      |
| 2005 | St. Moritz–Celerina | Maya Pedersen-Bieri | Tanja Morel         | Michaela Pitsch     |
| 2006 | St. Moritz–Celerina | Maya Pedersen-Bieri | Tanja Morel         | Michaela Pitsch     |
| 2007 | St. Moritz–Celerina | Maya Pedersen-Bieri | Tanja Morel         | Jessica Kilian      |
| 2008 | St. Moritz–Celerina | Tanja Morel         | Jessica Kilian      | Michaela Pitsch     |
| 2009 | St. Moritz–Celerina | Maya Pedersen-Bieri | Barbara Hosch       | Jessica Kilian      |
| 2010 | St. Moritz–Celerina | Maya Pedersen-Bieri | Barbara Hosch       | Jessica Kilian      |
| 2011 | St. Moritz–Celerina | Maya Pedersen-Bieri | Marina Gilardoni    | Barbara Hosch       |
| 2012 | St. Moritz–Celerina | Maya Pedersen-Bieri | Marina Gilardoni    | Barbara Hosch       |
| 2013 | St. Moritz–Celerina | Marina Gilardoni    | Barbara Hosch       | Fabienne Hodler     |
| 2014 | St. Moritz–Celerina | Marina Gilardoni    | Fabienne Hodler     | Sibylle Diserens    |
| 2015 | St. Moritz–Celerina | Maya Pedersen-Bieri | Fabienne Hodler     | Barbara Hosch       |
| 2016 | St. Moritz–Celerina | Julia Simmchen      | Zsuzsanna Zimany    | Jasmin Keller       |
| 2017 | St. Moritz–Celerina | Marina Gilardoni    | Julia Simmchen      | Alena Huber         |